# أسيمينيب
أسيمينيب( Asciminib )، الذي يُباع تحت الاسم التجاري سيمبليكس( Scemblix) ، هو دواء يستخدم لعلاج سرطان الدم النخاعي المزمن و هو كروموسوم فيلادلفيا إيجابي (Ph+ CML).   يوصف خاصة عند فشل الأدوية الأخرى.  و يؤخذ عن طريق الفم مرتين في اليوم. 
وتشمل الآثار الجانبية الشائعة لهذا العقار على؛ التهابات الجهاز التنفسي العلوي، و آلام العضلات و العظام، و الصداع، و التعب، و الغثيان، و الطفح الجلدي، و الإسهال.  كما و قد تشمل الآثار الجانبية الأخرى أيضا على تثبيط نخاع العظم، والتهاب البنكرياس، و ارتفاع ضغط الدم ، وردود الفعل التحسسية، و أمراض القلب.  أما استخدامه في الحمل فقد يضر الجنين.  و هو مثبط التيروزين كيناز على وجه التحديد من BCR::ABL1 التيروزين كيناز . 
تمت الموافقة على استخدامه طبيًا في الولايات المتحدة في عام 2021 و بعدها أوروبا في عام 2022.   في المملكة المتحدة، يكلف هيئة الخدمات الصحية الوطنية لمدة 30 يومًا بجرعة 40 ملغ مرتين يوميًا 4050 جنيهًا إسترلينيًا اعتبارًا من عام 2022.  في الولايات المتحدة يكلف هذا المقدار حوالي 18500 دولار أمريكي. 